# T.TV
T.TV était une chaîne de télévision généraliste multilingue privée luxembourgeoise. Elle a cessé d'émettre le 17 mars 2007

## Histoire de la chaîne
Le paysage audiovisuel luxembourgeois, dominé par le monopole accordé à RTL Group, a connu une petite révolution le 2 février 2002. Il s'agissait du lancement d'une nouvelle chaîne de télévision visant les jeunes, baptisée Tango TV, opérée par le groupe de téléphonie Tango qui cherchait à se diversifier en faisant converger téléphonie, télévision et multimédia.
La mort de son créateur, Jan Stenbeck, le 19 août 2002, suivie du départ d'une grande partie des cadres dirigeants et d'un certain amateurisme des équipes de la chaîne, ne permettent pas d'atteindre les objectifs fixés et Tango TV perd de l'argent.
À la recherche d'un repreneur, le groupe Tele2 décida début 2004 de réinjecter de l'argent dans la chaîne et de redéfinir un nouveau concept. Tango TV s'arrêta donc le 18 octobre et laissa la place le 2 novembre 2004 à T.TV.
La chaîne a réussi le pari de la convergence puisqu'elle était à ce moment diffusée sur le câble, le satellite, l'ADSL et l'UMTS (WAP - Téléphonie Mobile).
En septembre 2006, à la suite d'un changement de l'équipe dirigeante, une nouvelle grille de programme et un nouveau logo ont été lancés, ainsi qu'une refonte complète du site internet. Le slogan « It'about you » disparaît pour faire place à « L'alternative ».
Le 17 mars 2007, la chaîne cessa cependant ses émissions et tout son personnel (21 personnes) furent licenciées pour raisons économiques (T.TV affichait une perte de 18 millions d'euros).

### Capital
T.TV était détenue à 100 % par le groupe Everyday Media S.A., filiale du groupe de téléphonie suédois Tele2 AB.

## Programmes
Compte tenu de l'environnement international du Luxembourg, T.TV se positionnait comme la première chaîne de télévision multilingue en Europe. Elle put ainsi concurrencer RTL Télé Lëtzebuerg en proposant des informations en luxembourgeois et en français. T.TV se différenciait de sa grande rivale en diffusant une émission en portugais (le pays possédant une grande communauté portugaise). Les matinées étaient composées de clips et d'informations tickers défilants en bas de l'écran. T.TV proposait également Euronews et Bloomberg TV en français.

### Émissions
- Den Téléjournal : l'actualité luxembourgeoise et internationale chaque jour à 19h15 et 21h30 en luxembourgeois, et à 19h45 et 21h45 en français.
- Golf Trophy : l’actualité du « green » au Luxembourg et dans la Grande Région avec conseils pratiques et retransmission du TTV Golf Challenge, tournoi de golf de la Grande Région.
- Auto-Sport : l'actualité du sport automobile au Luxembourg, ainsi que des tests de voitures.
- Rebel TV : l'actualité des sports extrêmes (BMX, snowboard, surf, TTV …) en anglais.
- Regio Aktuell : le journal télévisé en allemand de la Grande Région diffusé tous les soirs à 18h05 et réalisé en collaboration avec Antenne West, SaarTV et T.TV.
- Techno Café : émission sur le monde des nouvelles technologies : téléphones portables, programmes informatiques, internet…
- V.I.P. : l'actualité people, émission sur les stars.
- Entrada Livre : entrée gratuite, magazine d'actualités en langue portugaise pour la communauté lusophone du Grand-Duché.
- On En Parle : les questions d'actualités, les questions de sociétés, les sujets qui intéressaient les européens en général et les Luxembourgeois en particulier.
- Repères : émission sur la télécommunication.
- L'envers de l'image : émission du court métrage.
- Media+ : exploration du monde des médias, des nouvelles technologies de l'information et des communications pour en faire découvrir les tendances, les acteurs, le fonctionnement et les enjeux à travers un regard critique.
- APM : un rendez-vous pour les esprits curieux particulièrement intéressés au management, au monde de l’entreprise ainsi qu’aux femmes et aux hommes qui les animaient.
- Apéro Charles : la littérature dans tous ses états.
- Tennis Open : magazine sur les tournois de tennis au Luxembourg (commentés par Claude et Misch).
- Smash! : émission consacrée aux tournois de Volleyball au Luxembourg.
- Sport+ : l'actualité sportive au Luxembourg.
- Horoscope : l'astrologie.
- Momenter : Mat Zäitzeien an Expert'en ginn intéressant Momenter aus Sport, Wëssenschaft Politik oder Geschicht hei vu Lëtzebuerg duerchliicht an diskutéiert.
- Artefact : ‘Aktualitéit’ proposéiert Reportagen iwwert déi kulturell Aktualitéit zu Lëtzebuerg an an der Grousser Régioun.
- Sonndes em Acht : chaque semaine, Xavier Bettel recevait des personnalités ou des gens moins connus pour partager les moments forts de leur vie et les passions qu'ils vivaient.
- Inside Music : Museker vu Fréier an Haut, Associatiounen, Veranstalter, an jidderen, deen mat Musek ze dinn huet, wéi och iwwer alles waat sech em d'Musek dréint.
- Dossier Geschicht
- La minute mobile" : l'actualité et les astuces concernant les téléphones mobiles.